# 이글 (자동차)

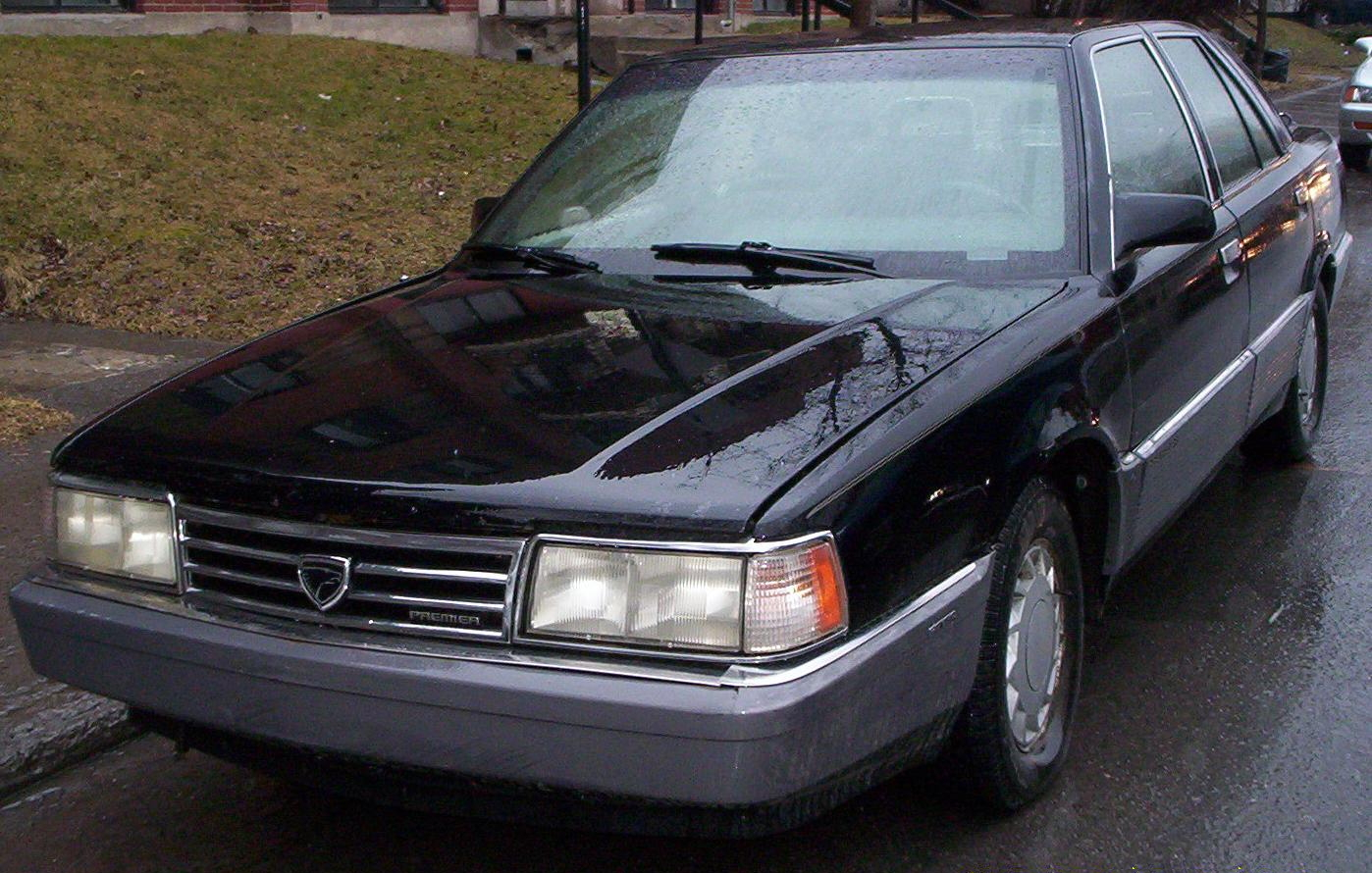
이글 프리미어

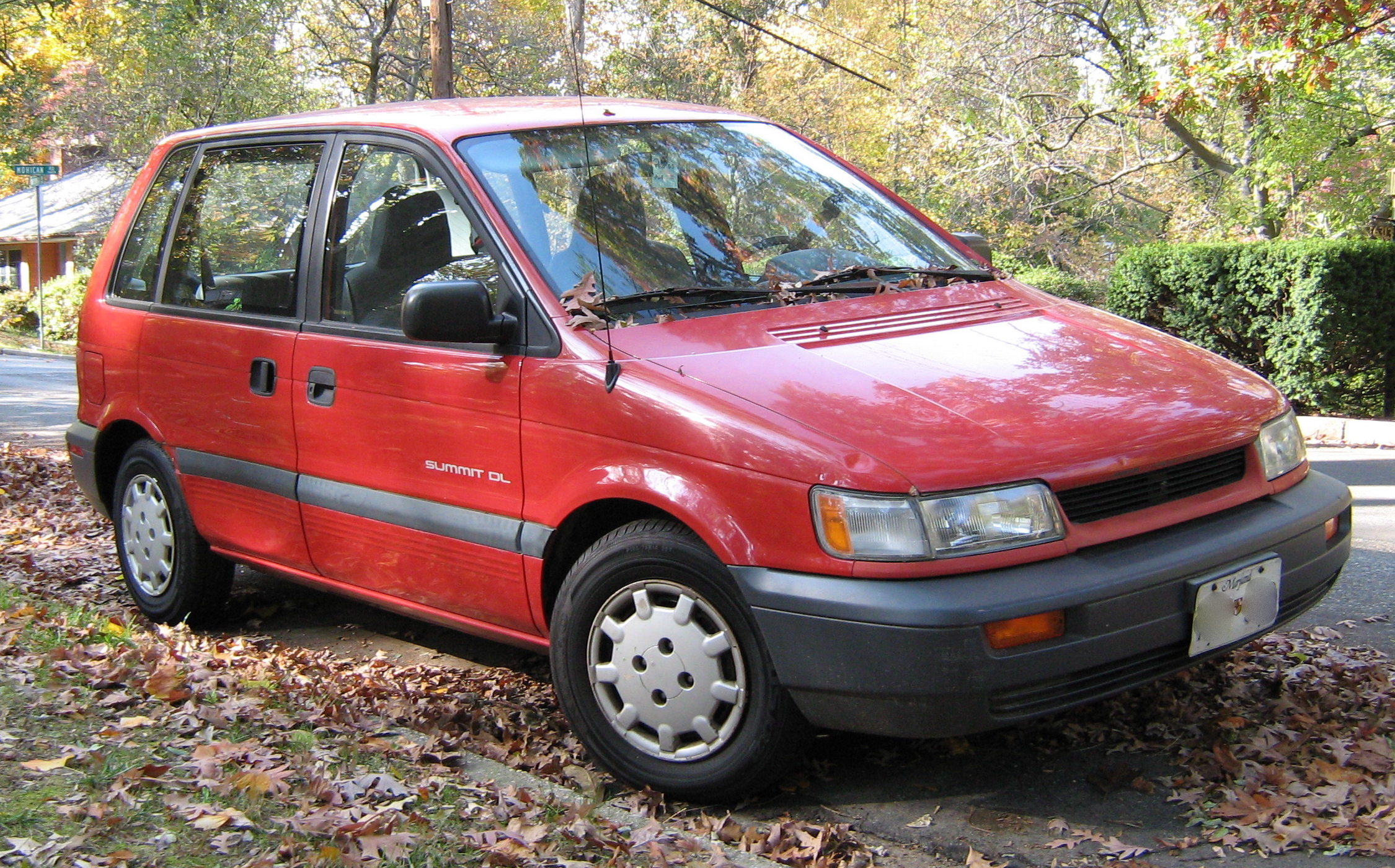
이글 서밋 웨건

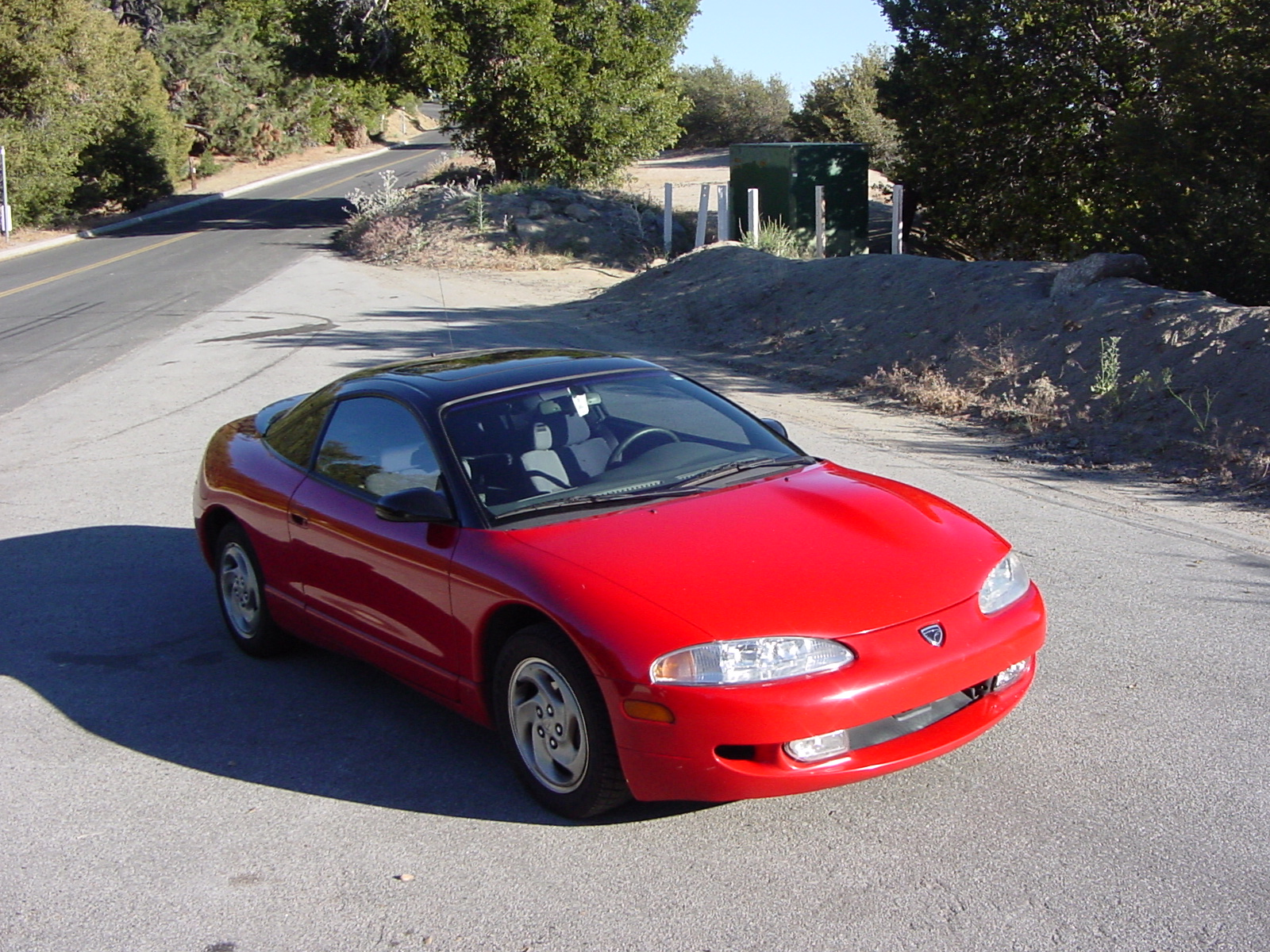
Eagle Talon

이글(Eagle)은 크라이슬러가 만든 자동차 회사다. 1988년부터 1998년까지 생산하였다.

## 같이 보기
- 닷지
- 지프 (자동차)
- 플리머스 (자동차)